# کریستینا آگیلرا
کریستینا ماریا اگیلرا (به اسپانیایی: Christina María Aguilera) (زاده ۱۸ دسامبر ۱۹۸۰) خواننده، ترانه‌سرا، بازیگر و مجری تلویزیونی آمریکایی است.
او خوانندگی را از کودکی آغاز کرد و با انتشار آلبوم نخستش که همنام خودش بود به موفقیت رسید و تاکنون پنج بار برنده جایزه گرمی شده‌است. اگیلرا به عنوان یک پاپ آیکون شناخته می‌شود و در ابتدای فعالیت هنریش لقب «پرنسس پاپ» و بعد از آن «صدای یک نسل» را دریافت کرد. به دلیل تن صدای منحصر به فرد، گستره صوتی پنج اکتاو و قدرت صدایش از وی به عنوان یکی از بهترین آواز خوانان تاریخ موسیقی یاد می‌شود.

## زندگی
کریستینا در نیویورک به دنیا آمد و پدرش هاوییِر اگیلرا (کشیش ارتش اکوادور) و مادرش شلی فیلدر (پیانیست و ویالونیست متبحر ایرلندی) بودند.
او به همراه خواهران و برادرانش در وکس فورد پنسیلوانیا بزرگ شد. از همان کودکی آرزو داشت که روزی خواننده شود و از همان دوران به کارهای هنرمندانی مانند اتا جیمز، ویتنی هوستون، ماریا کری و مدونا علاقه داشت.
دوران کار او به عنوان یک خواننده با اجرا در شوهای مدرسه‌ای که در آن درس می‌خواند، آغاز شد. او از صدای زیبایش همواره به عنوان یک عامل مؤثر و قوی استفاده می‌کرد.
در سن ۱۲ سالگی، کریستینا در شوی باشگاه میکی موس حضوری موفق داشت که در آن در کنار بریتنی اسپیرز، رایان گاسلینگ و جاستین تیمبرلیک ظاهر شدند.
پس از حضور ۲ ساله‌اش در یک کلوپ، کریستینا در سال ۱۹۹۸ به ژاپن سفر کرد، جایی که ترانه‌ای همراه با کیزو ناکانیشی اجرا کرد و سپس به بازدید و گردش در ژاپن پرداخت.
به این ترتیب کریستینا تبدیل به یک ستاره شد. اینها همه وقتی آغاز شدند که او ترانه‌ای را برای انیمیشن مولان به شرکت دیسنی فرستاد و برای کار دعوت شد. تمام استودیوها تقاضای شنیدن آن را داشتند. او به همراه ویتنی هوستون ترانه Run to you را خوانده بودند و به این ترتیب مسئولان اجرایی استودیوی مذکور دریافتند که بهترین و وسیعترین صدایی را که به دنبالش بودند، یافته‌اند. ۲ روز بعد کریستینا مسئول ضبط ترانه Reflection برای این فیلم شد و همان هفته یک قرار داد کار با RCA امضا کرد. این ترانه محبوب جوانان آن دوره شده و نامزد جایزه گلدن گلوب برای بهترین ترانه فیلم شد.
اولین آلبوم به نام خودش بود و در ۲۴ اوت سال ۱۹۹۹ تولید شد و بیش ۹۹۰ هزار کپی در عرض یک هفته از آغاز پخش آن فروش کرد.
در سال ۲۰۰۵ با جردن برتمن ازدواج کرد.
آلبوم کریستینا اگیلرا جایزه‌هایی هم از طرف منتقدان و هم از طرف طرفداران دریافت کرد.
در سال ۲۰۲۰ سالار بیل هنرمند‌چندرشته‌ای ایران برای او لباس طراحی کرده.

## آلبوم‌ها

### آلبوم‌های استودیویی
- کریستینا اگیلرا (۱۹۹۹)
- بازتاب من (۲۰۰۰)
- کریسمس من (۲۰۰۰)
- برهنه (۲۰۰۲)
- بازگشت به اصل (۲۰۰۶)
- بایونیک (۲۰۱۰)
- لوتوس (۲۰۱۲)
- رهایی (۲۰۱۸)

## تورها و کنسرت‌ها

### تورهای انفرادی
- کریستینا اگیلرا در کنسرت (۲۰۰۰–۲۰۰۱)
- تور برهنه (۲۰۰۳)
- تور بازگشت به اصول (۲۰۰۶–۲۰۰۸)
- تور رهایی (۲۰۱۸)
- اکس تور (کریستینا آگیلرا) (۲۰۱۹)

### تورهای مشترک
- Justified and Stripped Tour (۲۰۰۳) (همراه با  جاستین تیمبرلیک)

### کنسرت‌های غیر سیار
- اکسپیرینس (۲۰۱۹–۲۰۲۰)